# سليمان الدقور
سليمان محمد علي الدقور أستاذ جامعي وأكاديمي أردني  في كلية الشريعة في الجامعة الأردنية، ولد في مدينة الشوبك الأردنية، بتاريخ 7/11/1972. لديه عدة مؤلفات يهتم أغلبها في باب علوم القرآن، كما قام بالعديد من الدورات والمحاضرات العامة في أماكن متعددة داخل الأردن وخارجه، كما شارك في عدة مؤتمرات دولية ومحلية.

## التعليم
حصل على شهادة الدكتوراه في التفسير وعلوم القرآن 2005 من جامعة اليرموك، وكان قد حصل في 1997م على الماجستير في التفسير وعلوم القرآن من الجامعة الأردنية، أما البكالوريوس فمن الجامعة الأردنية، كلية الشريعة بتخصص أصول الدين وذلك عام 1994م.
وحصل على الثانوية العامة عام 1990، مدرسة صلاح الدين الأيوبي/ الشوبك.

## الخبرات
عمل سليمان الدقور مدرسا لمادة التربية الإسلامية في مدرسة المنهل الثانوية في الفترة ما بين 1995-2000م، ثم أصبح مساعدا لرئيس دائرة التربية الإسلامية فيها، ومساعدا لمدير مدرسة المنهل الثانوية في الفترة 1998-2000م، ثم عين مديرا لمدرسة المنهل الثانوية في الفترة 2000- 2005م.
ثم عمل محاضرا غير متفرغ في جامعة الزرقاء الأهلية عام 2004م، ولمدة فصل دراسي واحد.
انتقل بعدها للعمل في المملكة العربية السعودية أستاذا مساعدا بكلية المعلمين، جامعة حائل لسنة دراسية واحدة، 2005/2006.
عاد بعدها إلى الأردن للعمل كأستاذ مساعد في كلية الشريعة، قسم أصول الدين، في الجامعة الأردنية عام2006م. تمت ترقيته عام 2012م إلى أستاذ مشارك.
وشغل منصب رئيس قسم أصول الدين في كلية الشريعة، الجامعة الأردنية عام 2012م ولا يزال على رأس عمله.

## مؤلفات
له عدد من المؤلفات والبحوث المطبوعة وغير المطبوعة، منها:

### كتب
1. إيضاحات في علاقة الأحرف السبعة بالقراءات/ غير مطبوع.
2. اتجاهات التأليف ومناهجه في القصص القرآني / رسالة دكتوراه.
3. النور في الثقافة الإسلامية، للصف الثاني ثانوي/ مطبوع/ 1999.
4. القصص القرآني / مطبوع/دار الفضيلة-الأردن/ 2008.
5. المنهج في القصص القرآني / دار القطوف ومكتبة الرسالة /الأردن 2012.
6. سلسلة تمكين القيم «لون وتعلم» مطبوعات جمعية المحافظة على القرآن الكريم /2012.
7. وحي بلا نبوة، الرافعي في أجمل معانيه / دار القطوف ومكتبة الرسالة /الأردن 2013.[1][2]
8. القرآن ومعادلات صناعة الإنسان/ مطبوعات جمعية المحافظة على القرآن الكريم /2015.
9. سور من القرآن _ قيم ومقاصد ودلالات، مطبوعات جمعية المحافظة على القرآن الكريم / 2014م.[3]

### بحوث
1. نحو بناء منهجية للتعامل مع القرآن الكريم، منشور، مجلة معالم القرآن والسنة، ماليزيا العددان 3 و 4 عام /2007 ـ 2008 .
2. بلاغة الأسلوب القرآني في استعمال (إذ) بدل (إذا) والعكس/ دراسات مجلد 37 العدد 1 أيار 2010، منشور.
3. الغلو والتطرف معناهما، أسبابهما، آثارهما، علاجهما /مؤتمر الإرهاب والتطرف / السعودية/28ـ31/3/2010 منشور.
4. التدابير الشرعية في المحافظة على مصادر المياه، مشترك /المجلة الأردنية في الدراسات الإسلامية /3 ـ 10 ـ 2011، مقبول للنشر.
5. التعامل مع النص القرآني حسب ترتيب النزول؛ قراءة في كتاب الجابري«فهم القرآن الحكيم» /المجلة الأردنية في الدراسات الإسلامية /17ـ1ـ2010 ، مقبول للنشر.
6. «النبوة» في القرآن، دراسة في التأصيل المقاصدي والحاجة البشرية، مشترك /إسلامية المعرفة، 7/4/2011، غير منشور.[1][2]

### عضويته في مؤسسات المجتمع المحلي
سليمان الدقور عضو في العديد من مؤسسات المجتمع المحلي، كالجمعيات والمراكز واللجان، أبرزها:
- عضو مجلس إدارة جمعية المحافظة على القرآن الكريم / 2009 م، والأمين العام لها.
- عضو مجلس إدارة رابطة علماء الأردن /2010 ورئيس اللجنة الإعلامية لها.
- رئيس مركز (د. فضل عباس) للدراسات القرآنية 2011 ـ 2012.
- رئيس لجنة إعجاز القرآن الكريم / جمعية المحافظة على القرآن الكريم.
- عضو جمعية الفلكيين الأردنية / لجنة العقبة 2010.
- رئيس تحرير مجلة الفرقان القرآنية الصادرة عن جمعية المحافظة على القرآن الكريم منذ 2012.
- عضو لجنة مراجعة وتقويم مناهج التربية الإسلامية / وزارة التربية والتعليم /2012.

## مساهماته في مجال الإعلام
أعد وقدّم سليمان الدقور عدة أعمال في مجال الإعلام، في الصحافة والإذاعة والتلفاز، كان أبرزها:
- العمل محرراً في صحيفة الوسط الإسلامية المتخصصة/ محرر صفحة علوم القرآن في الفترة 12/1996م ولغاية 3/1998م.
- مقدم برامج إذاعية وتلفزيونية:
  - (الحياة مع القرآن) /حياة إف إم.30 حلقة 2010 .
  - (نفحات رمضانية) /صوت المدينة. عشرون حلقة 2009 .
  - (الأسرة السعيدة) /إذاعة القرآن الكريم.ثمان حلقات 2007 م.
  - (قضايا فكرية وإيمانية) /قناة /stars 7 .أربع حلقات / متفرقات.
  - (يتسآلون) تلفزيون بترا / 45 حلقة.
  - (مشكلات وحلول) / إذاعة القرآن الكريم 1/1/2008 ـ 1/3/2013.
  - (مقرئ الأردن) / التلفزيون الأردني/ رمضان 2011 / و 2012.[1][2]